# 16-й Вирджинский пехотный полк
16-й Вирджинский пехотный полк (англ. The 16th Virginia Volunteer Infantry Regiment) — был пехотным полком, набранным в окрестностях Норфолка для армии Конфедерации во время Гражданской войны в США. Он сражался почти исключительно в составе Северовирджинской армии, в основном в бригаде Уильяма Махоуна.

## Формирование
Полк был сформирован в мае 1861 года в вирджинском Норфолке и состоял первоначально из 10 рот, общей численностью 516 человек. Впоследствии полк перенёс несколько реорганизаций и к 1 ноября 1862 года в нём осталось только 7 рот. Он был набран в Саффолке и Портсмуте, а также в округах Нансемонд, Иль-оф-Уайт, Сассекс и Честерфилд. Первым его полковником стал преподаватель Вирджинского военного института Рэлэй Колстон, подполковником — Чарльз Крамп, майором — Джон Паж.
Ротный состав:
- Рота A (Marion Rangers)
- Рота B (Suffolk Continentals)
- Рота C (Virginia Defenders)
- Рота D (Isle of Wright Rifle Greys)
- Рота E (Sussex Riflemen)
- Рота F (Fleet Rifle Guard)
- Рота H (Norfolk Light Artillery Blues)
- Рота I Manchester Artillery)
- Рота K (Lee’s Life Guard)

В июле 1861 года подполковник Крамп стал полковником 26-го вирджинского пехотного полка и его место подполковника занял Генри Перриш.
6 января 1862 года подполковник Перриш стал полковником, майор Паж — подполковником, а капитан Френсис Холлидей (рота В) стал майором.
В марте полк прошёл реорганизацию: 18 марта рота К стала батареей Pegram’s Artillery Battery, а 26 марта рота Н стала батареей Norfolk Light Artillery Blues. Рота I стала ротой Manchester Artillery, и в итоге в полку осталось только семь рот.
В мае прошли перевыборы офицеров. Полковник Перриш был смещён с должности, восстановлен после обжалования результатов голосования и снова смещён через неделю. Смещён был и майор Паж. Звание подполковника получил Джозеф Хэм, капитан роты F. В том же месяце 16-й вирджинский свели в бригаду с 6-м вирджинским, 12-м вирджинским и 41-м вирджинским. Эту бригаду возглавит Уильям Махоун.

## Боевой путь
9 мая Норфолк был эвакуирован, его гарнизон отведён к Ричмонду и там введён в Северовирджинскую армию, в дивизию генерала Хьюджера. 1 июля полк участвовал в сражении при Малверн-Хилл, где потерял 91 человека.
28 августа Чарльз Крамп, который был ранее переведён в 26-й Вирджинский, но не прошёл перевыборы, теперь вернулся в 16-й полк и стал его полковником. Через два дня, 30 августа, полк участвовал во втором сражении при Булл-Ран, где потерял 154 человека, в их числе полковника Крампа, который был убит.
Полк потерял 5 в ходе Мерилендской кампании и 18 при Чанселорсвилле. В сражении при Геттисберге участвовало 270 человек, из которых было потеряно около 5 % (ввиду того, что бригада Махоуна практически не вводилась в бой). 6 мая 1864 года командование бригадой принял Дэвид Вайсигер. Во время осады Петерсберга полк участвовал в бою у Воронки, где потерял около половины своего состава. Однако, рядовые полка захватили несколько знамён противника, в частности, знамя 100-го пенсильванского полка, 58-го массачусетского полка и ещё два знамени.
В момент капитуляции при Аппоматтоксе в полку оставалось 10 офицеров и 114 рядовых.
Командирами полка были Рэлей Колстон, Чарльз Крамп, Степлтон Кратчфилд, Джозеф Хам и Генри Пэрриш. Подполковниками: Джон Пэж и Ричард Уайтхед.